# Skærup (parochie)
Skærup is een parochie van de Deense Volkskerk in de  Deense gemeente Vejle. De parochie maakt deel uit van het bisdom Haderslev en telt 777 kerkleden op een bevolking van 833 (2004). 
Tot 1970 was de parochie deel van Holmans Herred. In dat jaar werd de parochie opgenomen in de nieuwe gemeente Børkop. Deze ging in 2007 op in de vergrote gemeente Vejle.